# Bancomat

Logo de Bancomat.

Bancomat es una red interbancaria de retiradas de efectivo muy utilizada en Italia. Se introdujo por primera vez en 1983 para su uso con cajeros automáticos. Lo componen 561 miembros que aglutinan unos 46 000 cajeros.
La red es propiedad de Bancomat S.p.A., con sede en Roma, y sus tarjetas son emitidas por bancos italianos. El servicio solo se utiliza en Italia y la palabra "bancomat" se utiliza en Italia como sinónimo de cajero automático.
En 1986, se introdujo una red de tarjetas de débito asociada llamada PagoBancomat, que se basa en el servicio Bancomat y está destinada a transacciones en TPV autenticadas mendiate PIN.
Dado que la red de Bancomat no se utiliza fuera de Italia, casi todas las tarjetas de débito de Bancomat / PagoBancomat tienen una marca compartida con un servicio multinacional, como Mastercard, Maestro, Visa, Visa Electron o V Pay, para su uso en el extranjero.
En enero de 2019 se introdujo un nuevo servicio llamado Bancomat Pay. Está destinado al pago electrónico de transacciones en línea.